# Жизель Піно
Жизель Піно (18 травня 1956 , Париж ) — французька письменниця та колишня медсестра психіатричного відділення. Незважаючи на те, що вона народилася в Парижі, її пращури походять з Гваделупи. Написала кілька книг про труднощі та муки свого дитинства чорношкірої людини, яка росла в паризькому суспільстві.

## Раннє життя і кар'єра
Жизель Піно народилася 1956 року в Парижі у Франції. У молодості та юності через військову службу батька змушена була періодично курсувати між Францією та Гваделупою Піно, як темношкіра іммігрантка, постійно страждала через расизм і ксенофобію, які вона відчувала на собі у школі в передмісті Кремля-Бісетр, де навчалися лише білі. Жизель намагалася всьому цьому протистояти Піно взялася писати, щоб заспокоїти себе в умовах поєднання свого французького виховання та карибської спадщини, оскільки її літературні праці поєднували обидві культури, а не роз'єднували їх.
У своїх творах вона використовує усну традицію оповідання в художніх творах, щоб відновити наративи карибської культури. Вона також зосереджується на расизмі та його наслідках, які він може мати для молодої дівчини, яка намагається сформувати свою власну культурну ідентичність. Її книга «L'Exil Selon Julia» підкреслює це, оскільки вона покладається на спогади та досвід своєї літньої бабусі, щоб допомогти їй дізнатися про традиції свого народу та власне культурне походження. У книзі Жизель Піно також згадує, що дискримінація, яку вона відчувала в дитинстві, стосувалась не лише французького суспільства в Парижі, а й жителів Гваделупи, які відкидали її за те, що вона була занадто космополітичною, коли вона повернулася на землю своїх пращурів.
Жизель Піно багато років жила в Парижі і, продовжуючи письменницьку кар'єру, також повернулася до свого фаху на посаді медсестри психіатричного відділення, щоб збалансувати своє життя. Нещодавно вона повернулася до Гваделупи.